# Allende (kommun i Mexiko, Coahuila, lat 28,32, long -100,88)
Allende är en kommun i Mexiko.   Den ligger i delstaten Coahuila, i den norra delen av landet, 1 000 km norr om huvudstaden Mexico City.
Följande samhällen finns i Allende:
- Allende
- Chamacuero